# 池の平 (浜松市)
池の平（いけのだいら）は静岡県浜松市天竜区（旧磐田郡水窪町）にある亀ノ甲山の中腹付近にごく短期間だけ出現する池、もしくはその池が出現するくぼ地のことである。
遠州七不思議の1つに数えられる。

## 概要
標高約880mの「亀ノ甲山」北側の標高650m付近には、くぼ地が広がっており、普段は何の変哲も無いスギやヒノキが生えた林となっている。ここに、およそ7年周期で夏の終わりに突然池が出現し、数日から20日間というごく短期間のうちに水が引いて、元のくぼ地に戻る。こうしたことから出現した池は幻の池とも言われ、池が出現すると、その神秘的かつ幻想的な光景から毎回多くの観光客で賑わいを見せる。
出現する池の規模は縦70m、横40m、水深1.2mほどである。
池の成因は詳しく解明されておらず、「斜面に降った雨水が、1～2ヵ月後に崖下泉として湧き出してできる」、「草木の保水力によって雨水が集まってできる」などの説があるが、確たる説はない。
なお、アメリカの陸水学者であるジョージ・イヴリン・ハッチンソンによる湖沼の類型化（1957年に75種類の湖沼の型を発表）にも、このような特殊な湖沼についての記述はみられない。
池の出現地点の付近には、水窪観光協会が設置した、池に伝わる言い伝えや伝承について説明する立て看板がある他、この地で没したと伝えられるおかわ御前を祀った祠が建立されている。

## 池の平の出現日
- 1954年（昭和29年）
- 1961年（昭和36年）
- 1968年（昭和43年）
- 1975年（昭和50年）8月26日
- 1982年（昭和57年）8月11日
- 1989年（平成元年）9月8日
- 1998年（平成10年）10月2日 - 7年の周期から外れ、前回の出現から9年が経過。
- 2010年（平成22年）7月20日 - 前回出現時より12年後に出現[5]。
- 2011年（平成23年）9月11日 - 前回に続き、2年連続で出現[6]。
- 2020年（令和２年）7月[7]

池の出現する間隔は「7年に一度」と言われているが、異常気象などにより降水量が少ない年には出現しない事がある。近年では、1998年以降連続して周期から外れており、「7年に一度」というのはあくまで目安に過ぎない。なお、1989年以前の出現記録を基準に考えた場合、2010年は7年周期で出現する年に当たる。

## 池にまつわる伝説
「おかわ御前」の伝説
1569年(永禄12年)、高根城が敵の攻撃を受けた際、城主民部少輔貞益の後室だったおかわ御前は、子供を連れて敵の攻撃を逃れ池の平に逃げ込んだが、子供が泣き出したために追っ手に見つかり、殺害されてしまった。以降、おかわ御前の無念の涙が溢れて水が湧き出すようになった。
竜神の休息伝説
桜ヶ池に住む竜神が諏訪湖に赴く際、池の平で休息するという。